# Creu de mossèn Marc Riera
La creu del camí d'Artà o creu de mossèn Marc Riera és una creu de terme de la ciutat de Manacor. Originàriament, s'ubicava al cap d'amunt del camí reial d'Artà (actual carrer d'Artà). En l'actualitat, però, la creu es troba a la plaça del Convent, al costat del portal major de l'església de Sant Vicenç Ferrer.

## Història
Aquesta creu fou construïda a finals del segle XV a expenses de mossèn Marc Riera en commemoració del sermó que Sant Vicenç Ferrer va predicar l’any 1413. Jeroni de Berard i Bartomeu Ferrà la situen al cap d’amunt del camí reial d’Artà, just abans de prendre el cap avall, aleshores darrere l’antic temple parroquial (actual plaça Rector Rubí o ''El Palau'').

La creu, però, va ser enderrocada per mor d'una tempesta el 1903 i va restar molts d’anys dins el pati de l’església parroquial. L'any 1913, en recordança de l’antiga creu aixecada per mossèn Marc Riera, es va aixecar una nova creu. Finalment, el 1976 fou traslladada a la ubicació actual de la plaça del Convent.

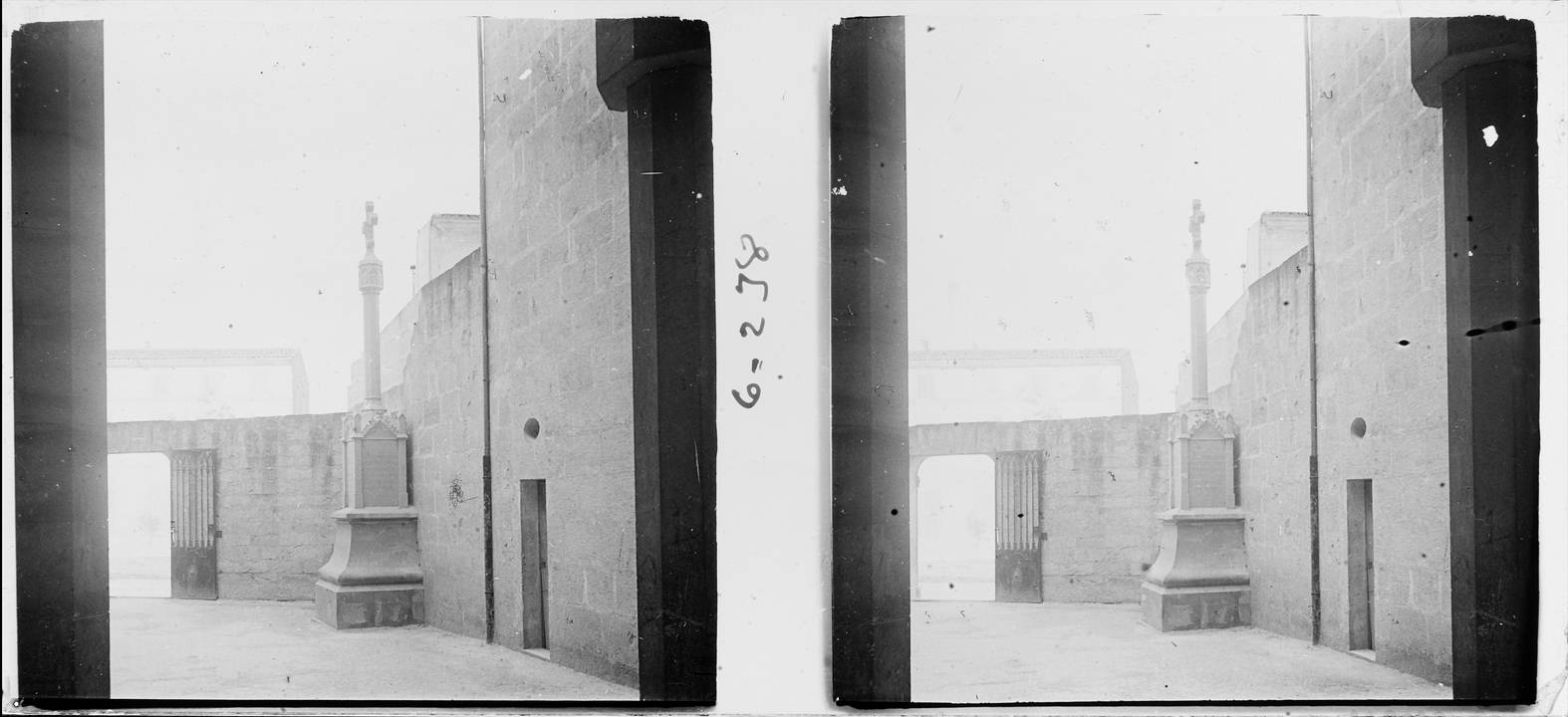
Antiga ubicació de la creu mossèn Marc Riera

## Tipologia i elements
La creu de mossèn Marc Riera té per base un templet neogòtic de quatre costats amb tres inscripcions: 
"L'any del senyor MCMXIII fonch restaurada aquesta creu que axeca Mossen March Riera en memoria dels sermons que a MCDXIII predica en esta Plassa Sant Vicent Ferrer".
"Recordansa de la festa del centenari de la pau constantiniana donada a l'església a l'any del senyor".
"Adoramvos Senior i vos benehim perque per la vostra santa creu haveu redimit el mon"
Té un capitell o tambor de secció octogonal amb quatre figures (Sant Josep i el nin, Sant Jaume, Sant Rafael i Sant Antoni), i quatre escuts amb els símbols de la passió (daus, martell i entenalls, tres claus, columna, esponja i llança), rematat per merlets. La creu és llatina, de braços motllurars amb terminacions en medallons quadrifoliats decorats a l'interior amb creus. Al seu envers, Crist crucificat.